# Carl Friedrich Bruch
Carl Friedrich Bruch, född den 11 mars 1789, död den 21 december 1857, var en tysk ornitolog.
År 1828 föreslog han ett system med trinomial nomenklatur för arter till skillnad från det binomiala systemet som utarbetades av Carl von Linné.